# Dar Lasram (Sidi Bou Saïd)
Ne doit pas être confondu avec Dar Lasram.
Le Dar Lasram (arabe : دار الأصرم)  est un palais situé dans le village de Sidi Bou Saïd en Tunisie.

## Histoire
La demeure, propriété de la famille Lasram, date du XIXe siècle.
Elle est fondée en 1831 par le cheikh bach kateb Mohamed Lasram. Construite sur une forte pente, les parties du bâtiment sont dénivelées et entourées de plusieurs entrées.
Son architecture est traditionnelle avec un vestibule (driba), un patio et salon en T. Elle possédait à l'époque des salons de musique, des salles littéraires, un hammam, une maison d'invitées, etc. Sa particularité réside dans sa tour pourvue de trois étages où Mohamed Lasram s'adonnait à l'alchimie.
Dans les années 1990, Dar Lasram est devenue la propriété d'un diplomate tunisien, collectionneur de carreaux et marbres anciens, qui restaure l'endroit en y ajoutant notamment une piscine de forme byzantine, agrémentée de jardins intérieurs.